# Wilhelm Schürmann (Fotograf)
Wilhelm Schürmann (geboren 1946 in Dortmund) ist ein deutscher Fotograf, früherer Fotojournalist, späterer Professor für Fotografie. Außerdem ist er ein international anerkannter Sammler für zeitgenössische Kunst und Kurator, betrieb in den 1970er Jahren eine eigene Fotogalerie, als Kunstfotografie in Deutschland noch nicht allgemein durchgesetzt war. Einzelausstellungen hatte er mit eigenen Werken u. a. in Paris, Wien, Salzburg, Bremen, Hannover, Köln und Frankfurt am Main. Werke von ihm befinden sich etwa im New Yorker Museum of Modern Art, im Getty Museum, in der Sammlung Ludwig und im Museum Folkwang.

## Leben
Seine Eltern betrieben einen Spielzeugladen in Dortmund-Lütgendortmund. Er besuchte ein humanistisches Gymnasium im nahen Bochum. Schon als Teenager war das Fotografieren für ihn die Hauptbeschäftigung. Da allerdings eine Künstlerexistenz seinen Eltern wie ihm selber als brotlos galt, begann er nach dem Abitur ein Chemiestudium an der RWTH Aachen, das er 1971 abschloss. Da er sich andererseits nicht vorstellen konnte, für die Stellung als Chemiker in einem Konzern seine Zeitsouveränität aufzugeben, arbeitete er nie als Chemiker. Stattdessen machte er sein Hobby, die Fotografie, zum freien Beruf, indem er für die Aachener Zeitung und weitere Pressemedien Fotos lieferte. Schon während des Studiums hatte er teilweise an Wettbewerben teilgenommen und Fotografie-Preise gewonnen.
Ende 1973 hatte er zusammen mit dem befreundeten Fotografen und Ökonomen Rudolf Kicken die eigene „Photogalerie Lichttropfen“ in der Kockerellstraße in Aachen eröffnet. Damals gab es noch keinen Markt für Fotografenkunst. Die beiden waren Wegbereiter, indem sie den Museumskuratoren die Fotokunst überhaupt erst präsent machten. 1975 waren sie damit erstmals auf der Kölner Kunstmesse Art Cologne, 1976 dann sogar erstmals auf der Art Basel. Ende 1977 bereits stieg er aus der Galerie wieder aus, weil er an sich selbst die eigene Sammler-Mentalität entdeckte.
Bereits von 1972 bis 1976 hatte er einen Lehrauftrag für Photographie am Institut für Architektur der RWTH Aachen. Obwohl er vom Studium her eigentlich Chemiker war, bekam er im Fachbereich Gestaltung der Fachhochschule Aachen 1979 erneut zunächst einen Lehrauftrag und ab 1981 eine echte Professur für Fotografie, die er bis zur Emeritierung 2011 ausfüllte. Ausgangspunkt dafür war 1978 die Verleihung des Künstlerförderpreises der Stadt Aachen.
Seine Ehefrau Gaby lernte er bereits auf dem Gymnasium in Bochum kennen. Sie teilt seine Leidenschaft für künstlerische Bilder und ist an der Kunstsammlertätigkeit gleichberechtigt beteiligt. Das Ehepaar wohnt im eigenen Haus in Herzogenrath-Kohlscheid bei Aachen.

## Werke
- Entropy at home = Entropie zu Hause, Texte: Wilhelm Schürmann und Roland Angst. Trad. Lucinda Rennison. Only Photography, Berlin 2014. ISBN 978-3-9816885-0-4.
- Sammlerlatein : aus der Welt der Bilder, Lindinger und Schmid, Regensburg 2004. ISBN 3-929970-62-7.

## Auszeichnungen
- 1978: Kunst-Förderpreis der Stadt Aachen
- 1980 und 1982: Photography Workshop und International Summer Academy of Fine Arts des Salzburg College
- 2003: Deutscher Fotobuchpreis in Silber für Wilhelm Schürmann : Wegweiser zum Glück – Bilder einer Straße 1979 - 1981.[9][10]
- 2020: ART-COLOGNE-Preis[11]